# Џермантаун Хилс (Илиноис)
Џермантаун Хилс (енгл. Germantown Hills) град је у америчкој савезној држави Илиноис.

## Демографија
По попису из 2010. године број становника је 3.438, што је 1.327 (62,9%) становника више него 2000. године.
| Група             | 2000.         | 2010.         |
| Белци             | 2.054 (97,3%) | 3.251 (94,6%) |
| Афроамериканци    | 2 (0,1%)      | 18 (0,5%)     |
| Азијати           | 18 (0,9%)     | 63 (1,8%)     |
| Хиспаноамериканци | 17 (0,8%)     | 63 (1,8%)     |
| Укупно            | 2.111         | 3.438         |